# 稲生村 (三重県)
稲生村（いのうむら）は三重県河芸郡にあった村。現在の鈴鹿市の南部、伊勢鉄道伊勢線・鈴鹿サーキット稲生駅の周辺にあたる。

## 地理
- 河川：釜屋川、堀切川

## 歴史
- 1889年（明治22年）4月1日 - 町村制の施行により、奄芸郡稲生村・野町新田・野村新田の区域をもって発足。
- 1896年（明治29年）4月1日 - 所属郡が河芸郡に変更。
- 1942年（昭和17年）12月1日 - 白子町・神戸町・飯野村・河曲村・一ノ宮村・箕田村・玉垣村・若松村・鈴鹿郡国府村・庄野村・高津瀬村・牧田村・石薬師村と合併して鈴鹿市が発足。同日稲生村廃止。

## 交通

### 鉄道路線
現在は旧村域に伊勢鉄道伊勢線の鈴鹿サーキット稲生駅が所在するが、当時は未開業。